# Europejski Komisarz ds. sprawiedliwości międzypokoleniowej, młodzieży, kultury i sportu

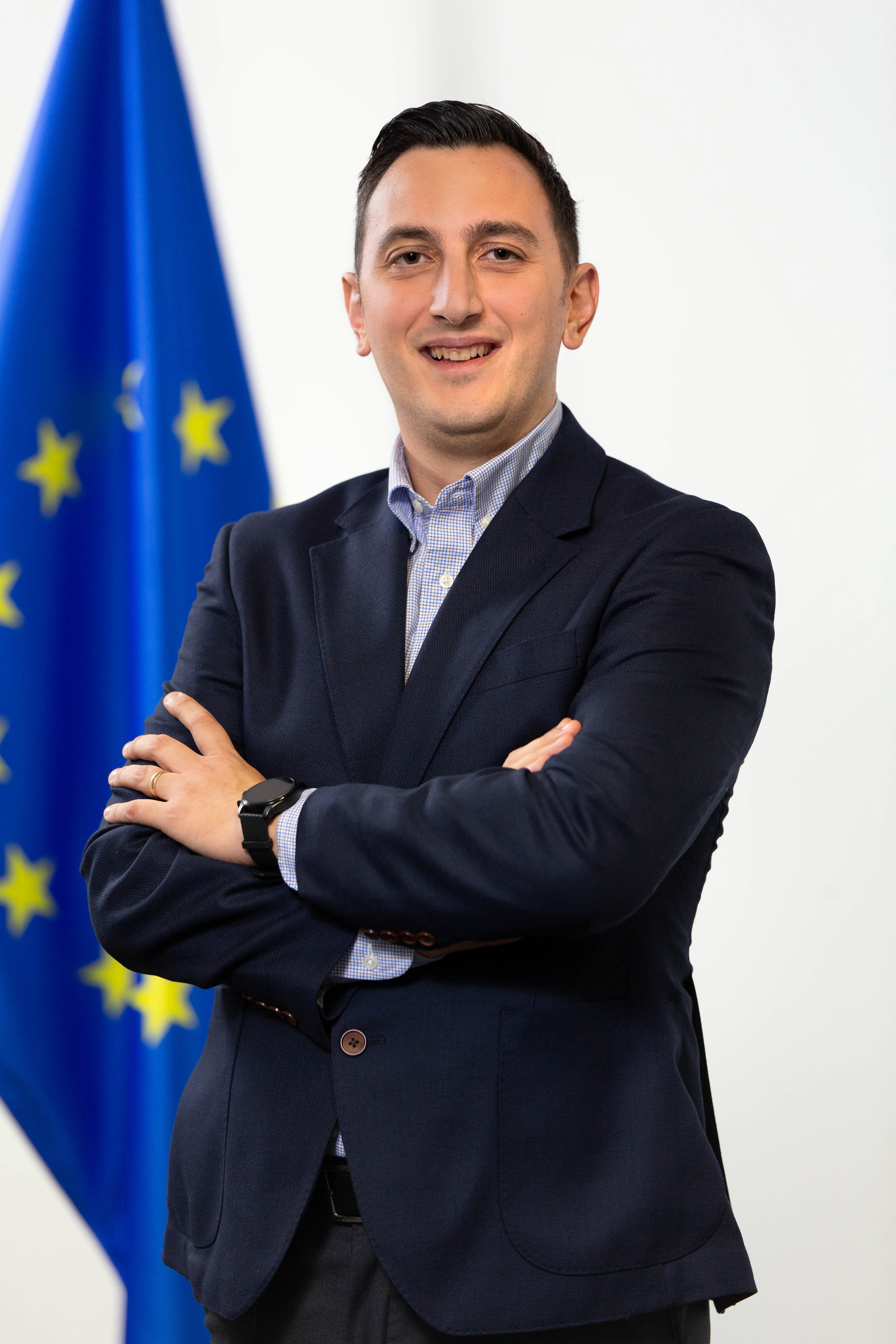
Europejski Komisarz ds. sprawiedliwości międzypokoleniowej, młodzieży, kultury i sportu – Glenn Micallef

Europejski Komisarz ds. sprawiedliwości międzypokoleniowej, młodzieży, kultury i sportu – członek Komisji Europejskiej. Odpowiada za promowanie solidarności międzypokoleniowej, wzmacnianie zaangażowania młodzieży w procesy demokratyczne oraz rozwój kultury i sportu w Unii Europejskiej. W jego gestii leży kształtowanie polityk, które uwzględniają interesy obecnych i przyszłych pokoleń, wspieranie młodzieży w korzystaniu z ich praw oraz podkreślanie wspólnego dziedzictwa kulturowego Europy jako źródła jedności i innowacyjności. Zapewnia, że decyzje podejmowane w tych obszarach są strategiczne, inkluzywne i odpowiadają na wyzwania wynikające z transformacji cyfrowej, społecznej i gospodarczej. Jego zadaniem jest także dbanie o to, aby działania w zakresie kultury i sportu służyły wzmacnianiu spójności społecznej oraz promowaniu wartości europejskich w kraju i na arenie międzynarodowej. Obecnym komisarzem jest Glenn Micallef.

## Powstanie stanowiska
Stanowisko powstało w odpowiedzi na potrzebę wzmocnienia solidarności międzypokoleniowej, zwiększenia udziału młodych ludzi w kształtowaniu polityki europejskiej oraz lepszego wykorzystania potencjału kultury i sportu jako elementów jednoczących społeczeństwa. Zostało ono utworzone w ramach nowego podejścia Komisji Europejskiej, która dąży do bardziej spójnych, długoterminowych decyzji uwzględniających interesy przyszłych pokoleń. Komisarz będzie działał na rzecz wzmocnienia komunikacji międzypokoleniowej, promowania europejskich wartości poprzez kulturę i sport oraz lepszego dostosowania polityk do potrzeb młodzieży.

## Zakres obowiązków
Europejski Komisarz ds. sprawiedliwości międzypokoleniowej, młodzieży, kultury i sportu odpowiada za:
- przygotowanie Strategii Sprawiedliwości Międzypokoleniowej, która wzmocni komunikację między pokoleniami i zapewni, że interesy obecnych i przyszłych generacji są uwzględniane w procesie legislacyjnym,
- realizacja inicjatyw wynikających z Europejskiego Roku Młodzieży, w tym wdrożenie "młodzieżowego audytu" polityk oraz organizacja corocznych Dialogów Polityki Młodzieżowej,
- koordynacja działań związanych z powołaniem Rady Doradczej Młodzieży Przewodniczącej Komisji Europejskiej,
- opracowanie planu działań przeciwko cyberprzemocy i udział w ogólnoeuropejskim badaniu nad wpływem mediów społecznościowych na młodzież,
- wdrożenie Strategii UE na rzecz Praw Dziecka i szukanie synergii między działaniami dotyczącymi udziału młodzieży i dzieci w procesach decyzyjnych,
- prowadzenie prac związanych z identyfikowaniem trendów i badań w celu wzmocnienia przyszłościowego podejścia do kształtowania polityk,
- opracowanie "Kompasu Kultury" jako strategicznych ram polityki kulturalnej UE, z uwzględnieniem poprawy warunków pracy artystów i rozwijania konkurencyjności sektora kreatywnego,
- współpraca nad strategią AI dla sektorów kultury i kreatywności z wiceprzewodniczącym ds. technologii, suwerenności i demokracji,
- przygotowanie strategii wzmacniającej Europejski Model Sportu, uwzględniając solidarność, zasady otwartości i meritokracji w sporcie oraz wyzwania związane z inwestycjami państw trzecich,
- promowanie europejskiej dyplomacji sportowej oraz działania na rzecz aktualizacji Rekomendacji Rady UE dotyczącej aktywności fizycznej, uwzględniając aspekty zdrowia psychicznego,
- przygotowywanie raportów z postępów w zakresie wdrażania polityk oraz organizacja dialogów implementacyjnych z interesariuszami.

## Lista komisarzy
|   | Komisarz            | Lata      | Komisja          |
| - | ------------------- | --------- | ---------------- |
| 1 | Viviane Reding      | 1999–2004 | Prodi            |
| 2 | Dalia Grybauskaitė  | 2004–2004 | Prodi            |
| 3 | Ján Figeľ           | 2004–2009 | Barroso I        |
| 4 | Maroš Šefčovič      | 2009–2010 | Barroso I        |
| 5 | Androulla Vassiliou | 2010–2014 | Barroso II       |
| 6 | Tibor Navracsics    | 2014–2019 | Juncker          |
| 7 | Marija Gabriel      | 2019–2023 | von der Leyen I  |
| 8 | Iliana Iwanowa      | 2023–2024 | von der Leyen I  |
| 9 | Glenn Micallef      | od 2024   | von der Leyen II |